# Jürgen Hesse
Jürgen Hesse (* 31. August 1951 in Berlin) ist ein deutscher Buchautor und Bewerbungs- und Karrierecoach. 
Jürgen Hesse studierte von 1973 bis 1981 Psychologie an der Freien Universität Berlin. Seit 1992 leitet er das Büro für Berufsstrategie, das bundesweit an acht Standorten in Berlin, Frankfurt/Main, Hamburg, Köln, Leipzig, München, Stuttgart und Wiesbaden berät und jährlich ca. 800 Seminare durchführt. Hesse war von 1982 bis 2009 Geschäftsführer der Telefonseelsorge Berlin. Hesse war 2010 in der Sendung „Endlich wieder Arbeit!“ des Privatfernsehsenders RTL zu sehen.

## Werke
Hesse hat mit seinem Co-Autor Hans Christian Schrader seit 1985 über 100 Sachbuch-Titel geschrieben. Als Hesse/Schrader wurden die beiden zum Bestseller-Autorenduo. Die Ratgeber rund um Bewerbung und Karriere der Reihe „Berufsstrategie“ liegen laut Eichborn-Verlag bei einer verkauften Auflage von rund sechs Millionen Exemplaren. Aktuell werden seine Bücher im Stark Verlag veröffentlicht.
Seine bekanntesten Bücher sind:
- Das große Hesse/Schrader Bewerbungshandbuch, Stark Verlag, 2013, ISBN 978-3-86668-405-8
- Testtraining Polizei und Feuerwehr, Stark Verlag, 2013, ISBN 978-3-86668-962-6
- Hesse/Schrader Training Schriftliche Bewerbung, Stark Verlag, 2013, ISBN 978-3-86668-366-2
- Die perfekte Bewerbungsmappe, Stark Verlag, 2013, ISBN 978-3-86668-785-1
- Hesse/Schrader Training Vorstellungsgespräch, Stark Verlag, 2013, ISBN 978-3-86668-973-2
- Die perfekte Bewerbungsmappe für Ausbildungsplatzsuchende, Stark Verlag, 2013, ISBN 978-3-86668-354-9
- Der Pilotentest, Stark Verlag, 2013, ISBN 978-3-86668-604-5
- Der Testknacker, Stark Verlag, 2013, ISBN 978-3-86668-795-0
- Testtraining Höherer Dienst, Stark Verlag, 2013, ISBN 978-3-86668-480-5
- Testtraining 2000Plus + ActiveBook, Stark Verlag, 2015, ISBN 978-3-8490-2011-8